# 47. poljska artilerijska brigada (ZDA)
47. poljska artilerijska brigada (izvirno angleško 47th Field Artillery Brigade) je bila poljska artilerijska brigada Kopenske vojske Združenih držav Amerike.

## Odlikovanja
- predsedniška omemba enote